# 埃利·弗雷德里克·福雷
埃利·弗雷德里克·福雷（Élie Frédéric Forey）(1804年1月10日——1872年6月20日) 法国元帅。
法国圣西尔军事学院毕业，1824年被任命为陆军第二轻步兵团中尉。他曾在1830年远征阿尔及尔。在1835年晋升为上尉。1839年担任猎兵营营长(battalion of chasseurs a pied，步兵)，1848年革命时，福雷已经成为一个上校(1844)和兵团指挥官。1852年指挥一个旅，并被提拔为少将（général de division），他支持拿破仑三世的政变。
克里米亚战争期间，福雷指挥一个军参加塞瓦斯托波尔的围攻战。1859年法奥战争参加了蒙特贝罗（Montebello）和索尔费里诺战役，战争结束后担任参议员。
1862年被任命为法国远征队到墨西哥，充分考虑到民用和军事力量，1862年9月在韦拉克鲁斯登陆。1863年5月他的军队占领经过长期围攻普埃布拉，然后占领墨西哥城。为此福雷收到他的法国元帅权杖奖励。之后，墨西哥皇帝马克西米利安建立了一个三人执政统治，福雷将远征队移交给弗朗索瓦·阿希尔·巴赞。回到法国，他负责指挥第二军团直到1867年，1872年因大脑枪伤发作在巴黎去世。 

## 荣誉勋章
- 法国荣誉军团勋章
  - Knight (13 January 1837)
  - Officer (6 August 1843)
  - Commander (25 July 1849)
  - Grand Officer (21 October 1854)
  - Grand Cross (21 May 1859)
- Médaille militaire (13 January 1864)
- Médaille Commémorative d'Italie (1859)
- Médaille Commémorative du Mexique (1867)
- 克里米亚奖章 (UK)
- 圣莫里斯和拉扎鲁斯勋章指挥官勋位 (撒丁岛)